# Forex (materiale)
Il Forex è il marchio registrato che indica un materiale plastico costituito da PVC espanso o semi-espanso. Vekaplan è il marchio registrato di un concorrente.

## Applicazioni
Può essere impiegato per la stampa diretta, nel settore della comunicazione, per la creazione di cartelli di grande dimensione, insegne, plastici, modelli, allestimenti punto vendita, scenografie televisive e teatrali, oggettistica promozionale, serigrafia.
Nel settore dell'edilizia per architettura d'interni, pareti, mobili, rivestimenti di facciate, condotte anticondensa, cappe d'aspirazione e ventilazione, fai-da-te.
Ed anche nel settore dell'industria per la produzione di contenitori e rivestimenti per apparecchiature elettriche ed elettroniche, impianti di sviluppo e stampa, giocattoli, mobili, pannelli per porte, rivestimenti per nautica.
Ultimamente il forex viene anche impiegato per la costruzione di armi ed accessori utilizzati nel mondo dei Cosplay.
Inoltre viene utilizzato nel modellismo, per riprodurre molteplici oggetti, edifici, accessori.